# Payback 2014
Payback 2014 was professioneel worstel-pay-per-view en WWE Network evenement dat georganiseerd werd door WWE. Het was de 2e editie van Payback en vond plaats op 1 juni 2014 in het Allstate Arena in Rosemont, Illinois. Dit is het 2e evenement van Payback dat plaatsvond in het Allstate Arena.
De "Main Event" was een No Holds Barred Six-Man Elimination Tag Team match tussen The Shield (Dean Ambrose, Seth Rollins & Roman Reigns) en Evolution (Triple H, Randy Orton & Batista). De wedstrijd werd gewonnen door The Shield.

## Wedstrijden
| Nr.                                                                          | Match | Winnaar(s)               |
| ---------------------------------------------------------------------------- | --- | ------------------------ |
| PS                                                                           | El Torito (met Diego & Fernando) vs. Hornswoggle (met Heath Slater, Jinder Mahal & Drew McIntyre) in een Hair vs. Mask match | El Torito                |
| 1                                                                            | Sheamus (c) vs. Cesaro (met Paul Heyman) in een een-op-eenmatch voor het WWE United States Championship                      | Sheamus (c)              |
| 2                                                                            | Cody Rhodes & Goldust vs. Ryback & Curtis Axel in een tag team match                                                         | Ryback & Curtis Axel     |
| 3                                                                            | Big E vs. Rusev (met Lana) in een een-op-eenmatch                                                                            | Rusev                    |
| 4                                                                            | Kofi Kingston vs. Bo Dallas in een een-op-eenmatch                                                                           | Gelijkspel; geen winnaar |
| 5                                                                            | Bad News Barrett (c) vs. Rob Van Dam in een een-op-eenmatch voor het WWE Intercontinental Championship                       | Bad News Barrett (c)     |
| 6                                                                            | John Cena (met Jimmy & Jey Uso) vs. Bray Wyatt (met Luke Harper & Erick Rowan) in een Last Man Standing match                | John Cena                |
| 7                                                                            | Paige (c) vs. Alicia Fox in een een-op-eenmatch voor het WWE Divas Championship                                              | Paige (c)                |
| 8                                                                            | The Shield vs. Evolution in een No Holds Barred Six-Man Elimination Tag Team match                                           | The Shield               |
| (c) huidige kampioen voor en na de match \| (nc) nieuwe kampioen na de match | |                          |